# Jewroopt
Jewroopt (ros. Евроопт) – największa sieć handlowa na Białorusi należąca do spółki Jewrotorg.
Przedsiębiorstwo zostało założone w 1993 roku. W 2012 roku zostało wyróżnione nagrodami „Marka roku” i „Wybór roku”. Pod koniec 2020 roku na Białorusi funkcjonowało ponad 900 sklepów.